# Cover Up
Pour les articles homonymes, voir Cover Up (homonymie).
Albums de Ministry
The Last Sucker
(2007) Adios... Puta Madres
(2009)
Cover Up est le douzième album de Ministry. Il comporte des reprises que le groupe a fait durant sa carrière et représente divers genres musicaux allant du rock au hard rock en passant par des classiques du XXe siècle. Il reprend trois morceaux déjà interprétés par le groupe sur des précédents albums Roadhouse Blues (The Last Sucker), Lay Lady Lay (Filth Pig) et Supernaut.
Cet album devait être le dernier du groupe du souhait de son leader, Al Jourgensen,, mais finalement a suivi l'album Relapse, sorti en 2012.

## Liste des titres
1. Under My Thumb - 3:58 - (The Rolling Stones)
2. Bang a Gong - 4:48 - (T. Rex)
3. Radar Love - 5:21 - (Golden Earring)
4. Space Truckin' - 3:51 - (Deep Purple)
5. Black Betty - 2:21 - (Leadbelly) / reprise et popularisée par Ram Jam en 1977
6. Mississippi Queen	- 3:14 - (Mountain)
7. Just Got Paid - 3:13 - (ZZ Top)
8. Roadhouse Blues - 4:27 - (The Doors)
9. Supernaut - 7:08 - (Black Sabbath)
10. Lay Lady Lay - 5:44 - (Bob Dylan)
11. What a Wonderful World - 7:01 - (Louis Armstrong)

Bonus track
1. What a Wonderful World (Short Slow Version) - 4:17 - (Louis Armstrong)
2. What a Wonderful World (Short Fast Version) - 3:35 - (Louis Armstrong)